# Olympique Valence
Olympique de Valence ist ein französischer Fußballverein aus Valence, der 2014 aus der AS Valence hervorgegangen ist, einem Nachfolger der traditionsreichen Association Sportive d’Origine Arménienne (ASOA) de Valence.

## Geschichte
Die Geschichte von Olympique Valence ist im Wesentlichen die Geschichte zweier konkurrierender lokaler Vereine, die sich über Jahrzehnte das Stade de la Palla teilten. Olympique hat die Vereinsfarben seines Vorgängers (Rot und Weiß) beibehalten; die Kampfmannschaft spielt im Stade Georges-Pompidou, das gut 14.000 Zuschauern Platz bietet.

### FC Valence
Mitte der 1920er Jahre gründete der Musik- und Gymnastikverein Alliance Valentinoise eine Fußballabteilung, die sich Stade Valentinois nannte und sich 1930 dem Klub Valence Sportif anschloss. 1946 machten sich die Fußballer als Football Club de Valence selbständig. Nachdem der FC mehrmals am Aufstieg in die höchste regionale Spielklasse, die Division d’Honneur, gescheitert war, ging er 1951 eine Fusion mit einem Klub aus La Voulte-sur-Rhône ein, der in der obersten landesweiten Amateurliga spielte. Dieser Club Sportif La Voulte Valence hatte bis 1961 Bestand, dann spielte der FCV wieder eigenständig in unteren departementalen Ligen.
1973 gelang erstmals der Aufstieg in die oberste reine Amateurliga (damals das dritthöchste Liganiveau), in der der FC während zwei Saisons antrat. 1981 kehrte er dorthin zurück, schaffte zudem sowohl 1980 als auch 1981 den Einzug in die Pokalhauptrunde und stieg 1984 sogar in die zweite Division auf, die damals in zwei Staffeln ausgetragen wurde und für Profi- wie Amateurteams offen war. Die Mannschaft hielt sich darin allerdings nur für diese eine Saison, in der sie aber im Landespokal reüssierte, indem sie Olympique Marseille ausschaltete und bis in das Achtelfinale vorstieß. Nachdem in den folgenden Jahren die angestrebte Rückkehr in die Division 2 mehrfach misslang, schloss sich der FC 1992 mit dem Lokalrivalen USJOA zusammen, dem dieser Aufstieg gerade gelungen war (siehe den Abschnitt hierunter).

### ASOA Valence
Der Verein wurde Anfang der 1920er Jahre unter dem Namen Union Sportive de la Jeunesse d’Origine Arménienne (USJOA) von armenischen Flüchtlingen gegründet, die sich nach dem Genozid an ihrer Volksgruppe 1915/1916 in großer Zahl in Valence und Umgebung niedergelassen hatten. Über Jahrzehnte segnete ein ranghoher Würdenträger der Armenischen Kirchengemeinde der Stadt regelmäßig den Rasen des Stade de la Palla. Erstmals in der Saison 1977/78 spielten die Fußballer des Klubs auf gleichem Niveau wie der örtliche Konkurrent FC, allerdings nur für eine Spielzeit. Ab 1984 allerdings stieg die USJOA in acht Jahren siebenmal um eine Ligenstufe auf und spielte ab 1992 – dem Jahr des Zusammenschlusses mit dem FC Valence – in der zweiten Division. Diese Aufstiegssaison schloss der Klub auf einem beachtlichen fünften Rang in seiner Gruppe ab. Ob er bereits zu diesem Zeitpunkt offiziell den Namen Association Sportive d’Origine Arménienne de Valence (ASOA) angenommen hat, geht aus der verwendeten Literatur nicht eindeutig hervor; zumindest übernahm er die rot-weißen Farben des FC, und seine erste Mannschaft bestritt ihre Pflichtspiele im größeren Stade Georges-Pompidou. 1993 gab ASOA sich ein Profistatut, kam 1998 sogar bis auf acht Punkte an einen Aufstiegsplatz in die erste Liga heran und blieb bis zum Jahr 2000 in der Division 2, in die sie 2002 für zwei Jahre zurückkehrte.
Im Landespokal haben die „Armenier“, in deren Reihen inzwischen deutlich mehr Afrikaner als Nachkommen aus dem Vereinsgründermilieu standen, während dieser Jahre zweimal besonders auf sich aufmerksam machen können. 2001 besiegten sie als Drittligist unter anderem die AS Monaco, den zu diesem Zeitpunkt amtierenden französischen Meister, und schieden erst im Achtelfinale gegen den späteren Pokalsieger Racing Strasbourg aus. 1996 hatten sie es sogar bis in das Viertelfinale gebracht, in dem sie gleichfalls dem späteren Wettbewerbsgewinner (AJ Auxerre) unterlagen – mit 0:2, wie auch 2001 – und bei diesem Spiel mit über 14.000 Zuschauern einen bis in die Gegenwart (2013) unübertroffenen Vereinsrekord aufstellten.
Als ASOA Valence sich 2005 sportlich erneut für die zweite Liga qualifiziert hatte, verweigerte der Ligaverband ihr aus finanziellen Gründen den Aufstieg. Daraufhin meldete der Verein Konkurs an und entstand als Association Sportive de Valence neu. 2014 wurde die Ligaelf der ASV administrativ aus der vierten in die fünfte Liga strafversetzt, der Klub ging wie sein Vorgänger in Konkurs und gründete sich als Olympique Valence neu.

### AS und Olympique Valence
Der ASOA-Nachfolger musste in der inzwischen sechstklassigen Division d’Honneur neu beginnen. 2011 gelang der Aufstieg in die vierte Liga (Championnat de France Amateur (CFA)), die oberste landesweite Amateurspielklasse. Im Pokalwettbewerb um die Coupe de France erreichte die ASV bisher erst einmal die Hauptrunde (2011/12), in der sie im Sechzehntelfinale gegen Erstligist FC Évian Thonon Gaillard ausschied.

## Ligazugehörigkeit und Erfolge
Erstklassig (Division 1, seit 2003 Ligue 1) hat bisher weder Olympique noch einer der Vorgängerklubs gespielt und dementsprechend auch noch keinen Meistertitel gewonnen. Profistatus besaß nur die ASOA, und das von 1993 bis 2005. Olympique hat den Spielbetrieb in der siebtklassigen Promotion d’Honneur aufgenommen.

## Namhafte Spieler und Trainer
- Maxime Agueh, Nationalspieler für Benin, 2002–2005 bei ASOA
- Cédric Kanté, Nationalspieler für Mali, 2002/03 bei ASOA
- Hamlet Mchitarjan, armenischer Nationalspieler, 1989–1994 bei ASOA
- Bruno Metsu, ASOA-Trainer 1998–1999
- Didier Notheaux, ASOA-Trainer 1993–1995 und 2000–2003
- Olivier Sorlin, 1997–1999 bei ASOA
- Bill Tchato, kamerunischer Nationalspieler, 1996–1998 bei ASOA
- Mario Zatelli, Trainer bei CS La Voulte Valence 1954–1959